# Abditosaure
L'abditosaure (Abditosaurus kuehnei) és una espècie extinta de dinosaure sauròpode titanosaure del Cretaci superior (Maastrichtià) de la Formació de Tremp (Catalunya). Es tracta de l'única espècie del gènere Abditosaurus. Les anàlisis filogenètiques el situen dins d'un clade de saltasàurids sud-americans i africans, diferents d'altres sauròpodes nans insulars de l'arxipèlag europeu. L'espècie va habitar l'illa ibera-armoricana, una illa prehistòrica formada pel que ara és Espanya, Portugal i el sud de França, i hauria estat l'espècie de titanosaure més gran del seu entorn.

## Història de l'estudi
Durant la prospecció de mamífers fòssils de l'any 1954, el paleontòleg alemany Walter Georg Kühne va descobrir les restes d'un gran titanosaure a la localitat d'Orcau-1 de la formació de Tremp de Catalunya. Durant les dues primeres setmanes d'excavació, Kühne va aconseguir identificar al voltant de deu ossos, alguns dels quals van ser empaquetats i enviats a l'Instituto Lucas Mallada (ILM) de Madrid, mentre que d'altres es van deixar protegits al lloc. L'any següent Kühne va tornar, juntament amb els locals i els investigadors de l'ILM, va trobar els ossos que havia deixat protegits i en va identificar deu més. Com el 1954, alguns dels ossos van ser transportats a Madrid mentre que la resta es va deixar al lloc. Aquests descobriments inicials consistien en fragments de l'ili, parts de l'escàpula, vèrtebres dorsals, galons, una tíbia, parts dels fèmurs i un húmer complet al costat d'altres ossos indeterminats. Tot i que Kühne va demanar fer més excavacions, els fons s'havien esgotat i les excavacions a la localitat es van aturar. El 1956, el material fòssil recuperat va ser assignat a l'ara dubtós gènere Hypselosaurus. No va ser fins als anys 1984 i 1986 que es van dur a terme expedicions addicionals a la zona, dirigides per Josep Vicenç Santafé de l'Institut de Paleontologia de Sabadell, i assistits per investigadors de l'Institut d'Estudis Ilerdencs. Van identificar la placa esternal i més vèrtebres dorsals. Una altra expedició va ser realitzada del 2012 al 2014 per l' Institut Català de Paleontologia, la Universitat de Saragossa i el Museu de la Conca Dellà. Aquesta expedició va recuperar elements deixats al lloc per les excavacions de 1955 i 1986, amb material addicional de les extremitats, fragments de dents, costelles i una sèrie articulada de vèrtebres dorsals i cervicals. L'exemplar tipus és l'esquelet de titanosaure europeu més complet conegut, amb el coll semiarticulat, que conserva dotze de les catorze vèrtebres cervicals que s'estima que tenia. Les seqüències completes i gairebé completes de les vèrtebres del coll són molt rares en els sauròpodes; a principis de 2022, només es coneixien 27 exemplars de sauròpodes amb colls complets o gairebé complets.

### Etimologia
El nom genèric, Abditosaurus, significa "rèptil oblidat", i deriva del llatí abditus, que significa "ocult", ja que el material fòssil va estar amagat durant 60 anys entre el descobriment inicial i l'última expedició que va recollir els últims ossos, i el grec sauros, que significa "llangardaix". El nom específic, kuehnei, honra a Walter Georg Kühne, el descobridor de l'espècimen tipus.

## Descripció
L'Abditosaurus és conegut per la seva grossa mida, i és el titanosaure més gran de l'illa Ibero-Armorica, una regió geològica que abasta la major part d'Espanya i el sud de França. Es calcula que va arribar a tenir una longitud de 17,5 metres i una massa de 14 tones.

## Classificació
Els descobridors de l'Abditosaurus el van considerar un membre de Saltasaurinae, un clade de titanosaures que es troba a Amèrica del Sud i Àfrica. La seva anàlisi filogenètica els va portar al sauròpode egipci Paralititan així com el tàxon germà d'Abditosaurus, amb el Maxakalisaurus brasiler com el seu parent més proper. El clade que unia aquestes tres espècies, al seu torn, va formar un clade germà de Saltasaurini. Com a tal, Abditosaurus no està estretament relacionat amb altres sauròpodes europeus, la majoria dels quals es van recuperar com a opistocoelicaudiines mitjançant la seva anàlisi filogenètica.

## Paleoecologia
L'únic exemplar conegut d'Abditosaurus es va trobar a la Formació de Tremp, que data de l'època del Maastrichtià primerenc del Cretaci. En aquesta època, el sud de França, Espanya i Portugal formaven una illa, coneguda com a illa ibero-armoricana. La majoria dels tàxons de titanosaures de l'illa iberoarmoricana, com Lirainosaurus, Atsinganosaurus, Garrigatitan, Ampelosaurus i Lohuecotitan, eren de mida petita o mitjana. En canvi, l'Abditosaurus era significativament més gran i no tenia adaptacions fisiològiques a un entorn insular, cosa que suggereix que l'espècie era una arribada recent a l'ecosistema. Pot ser part d'una tendència més àmplia de sauròpodes més grans que substitueixen espècies endèmiques més petites a Europa durant el Maastrichtià primerenc, ja que els sauròpodes més grans apareixen per primera vegada a la biota de Hațeg al mateix temps. L'Abditosaurus s'associa amb ous de l'ooespècie Fusioolithus baghensis, que s'assemblen molt als ous que es troben a Gondwana.